# Лливелин ап Иорверт
Лливе́лин ап Иорверт (валл. Llywelyn ab Iorwerth), или Лливелин Великий (валл. Llywelyn Fawr) (около
1173 — 11 апреля 1240) — правитель королевства Гвинед и де-факто почти всего Уэльса. Иногда его называют Лливелином I Валлийским. Сочетая военные и дипломатические методы, он в течение сорока лет был главным действующим лицом на уэльской политической сцене, и стал в конце концов одним из всего двух валлийских правителей, получивших эпитет «Великий».
В течение всего правления Лливелина его столицей был Гарт-Келин на северном побережье Гвинеда, между Бангором и Конуи, напротив порта Лланвайс. По сути Гарт-Келин был первой столицей Уэльса (сейчас остатки средневековых зданий можно видеть в деревне Абергвингрегин).
Когда Лливелин был ребёнком, Гвинедом правили его дядья, согласившиеся разделить королевство пополам после смерти его деда, Оуайна Гвинеда в 1170 году. Лливелин мог с полным основанием претендовать на трон, и уже в весьма юном возрасте стал добиваться короны Гвинеда. К 1200 году он объединил королевство под своей властью и в том же году заключил договор с английским королём Иоанном. В течение следующего десятилетия отношение Лливелина и Иоанна оставались хорошими: в 1205 году Лливелин женился на незаконнорождённой дочери английского короля Джоан, а когда в 1208 году Иоанн арестовал Гвенвинвина, властителя Поуиса, Лливелин присоединил южный Поуис к своим владениям. В 1210 году отношения испортились, и через год Иоанн вторгся в Гвинед. Лливелину пришлось уступить ему все земли к востоку от реки Конуи, но ещё через год он со своими союзниками из числа других валлийских правителей смог вернуть эти владения. Затем он вступил в союз с баронами, заставившими Иоанна подписать Великую хартию вольностей. В 1216 году Лливелин уже был самым могущественным монархом Уэльса и провёл совет в Абердиви, где раздавал земли другим правителям.
После смерти Иоанна Лливелин заключил в 1218 году Вустерский договор с новым королём Генрихом III. В течение следующих 15 лет он вёл постоянные войны с лордами Валлийской марки и с самим королём, но иногда вступал с некоторыми самыми могущественными приграничными баронами в союз. Подписанный в 1234 году мирный договор в Миддле стал концом военной карьеры Лливелина: перемирие, которое он предусматривал, продлялось каждый год до смерти правителя Гвинеда. До самой своей смерти в 1240 он сохранял ведущую роль в Уэльсе. Лливелину Великому наследовал его сын Давид.

## Родословная и ранние годы

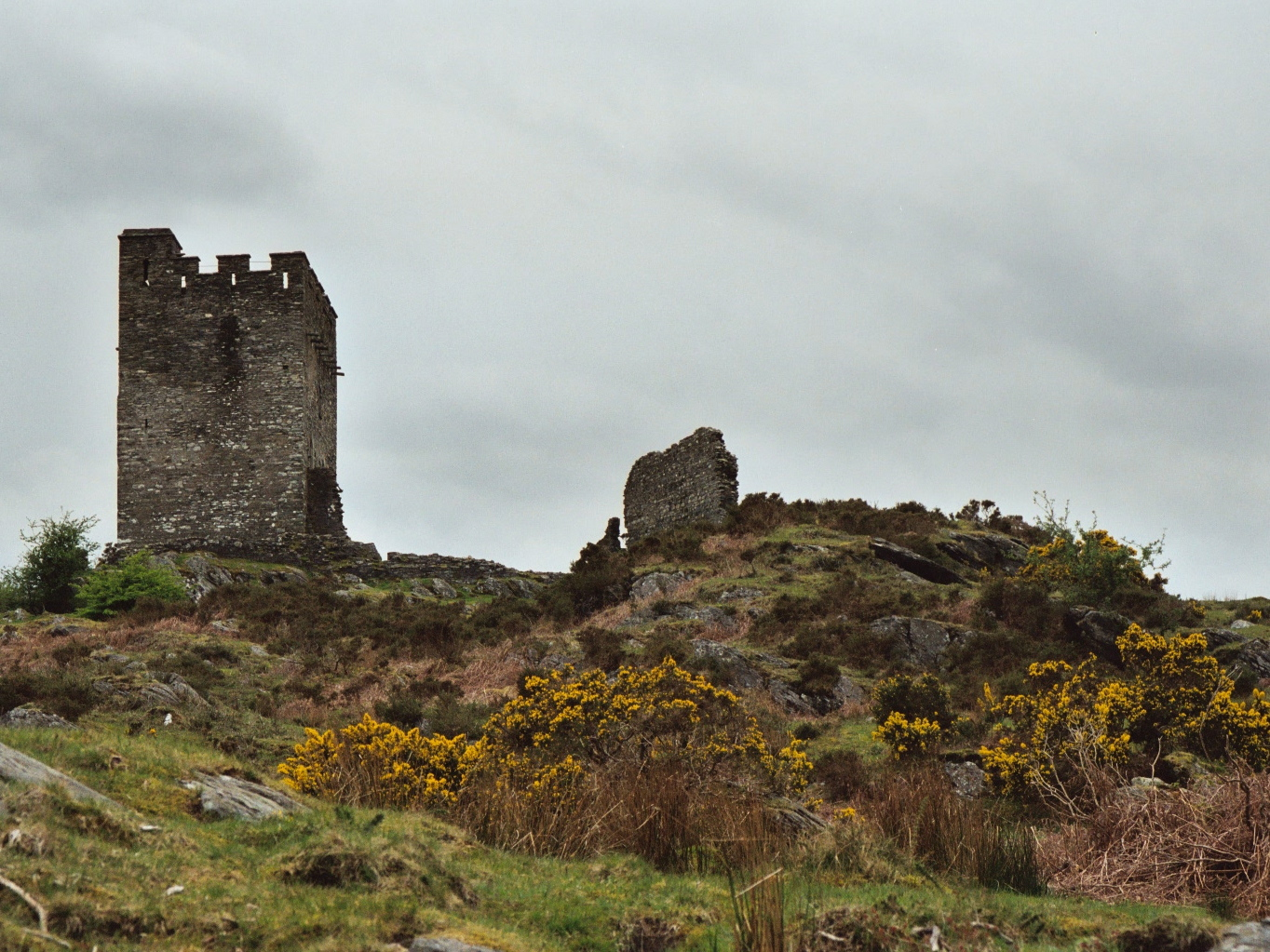
Замок Долвиделан, остатки которого сохранились до сегодняшнего дня, был построен Лливелином; старый замок, где он, вероятно, родился, находился неподалёку

Лливелин, родившийся около 1173 года, был сыном Иорверта ап Оуайна и внуком Оуайна Гвинеда, правившего королевством до 1170 года. Лливелин принадлежал к старшей линии потомков Родри Великого — дому Аберфрау. Родился он, вероятно, в Долвиделане, хотя не в нынешнем замке, который был построен самим Лливелином. Может быть, он родился в старом замке, построенном на каменном выступе в долине. Об отце Лливелина, Иорверте Друиндуне (Сломанном Носе) известно очень мало; вероятно, он погиб, когда Лливелин был ещё младенцем. Не сохранилось сведений о том, чтобы Иорверт принимал участие в борьбе за власть, развернувшейся между сыновьями Оуайна после смерти последнего, хотя Иорверт был старшим сыном. Существует предание, согласно которому он был каким-то образом покалечен, и это мешало ему принять власть.
К 1175 году Гвинед был поделён двумя дядьями Лливелина: Давидом, владевшим землями к востоку от Конуи, и Родри, державшим запад. Давид и Родри были сыновьям от второго брака Оуайна — с Кристин верх Горонуи, — который не признавался церковью, так как каноническое право запрещало браки между двоюродными братом и сестрой. Геральд Камбрийский называет Иорверта Друиндуна единственным законным сыном Оуайна. После смерти Иорверта именно Лливелин — по крайней мере, с точки зрения церкви — законным претендентом на гвинедский трон.
Матерью Лливелина была Мараред (Маргарита), дочь Мадога ап Маредида, князя Поуиса. Существуют свидетельства того, что после Иорверта Мараред вышла замуж за одного из членов шропширской семьи Корбет, и Лливелин мог провести часть своего детства в Англии.

## Приход к власти (1188—1199)

Традиционно считается, что этот герб Гвинеда впервые использовал отец Лливелина Иорверт Друиндун

В своём «Описании Уэльса», основанном на путешествии 1188 года Геральд Камбрийский упоминает, что тогда юный Лливелин вёл войну со своими дядьями Давидом и Родри. В 1194 году с помощью своих двоюродных братьев Грифида ап Кинана и Маредида ап Кинана он нанёс Давиду поражение в битву у устья Конуи. Родри скончался в 1195 году, и его земли в западном Гвинеде поделили Грифид и Маредид, в то время как Лливелин правил на востоке. В 1197 году Лливелин взял Давида в плен и заключил в тюрьму. Через год Хьюберт Уолтер, архиепископ Кентерберийский уговорил Лливелина отпустить своего дядю, и тот отправился в Англию, где и умер в мае 1203 года.
В то время Уэльс был разделён на Pura Wallia («чистый Уэльс»), где правили валлийские принцы, и Marchia Wallia (Валлийская марка), где власть принадлежала англо-норманским баронам. За время, прошедшее со смерти Оуайна Гвинеда в 1170 году Рис ап Грифид сделал южное королевство Дехейбарт сильнейшим среди валлийских государств и выдвинулся как лидер Pura Wallia. Однако после его смерти в 1197 году вражда между его сыновья привела к тому, что Дехейбарт был разделён воюющими сторонами. Гвенвинвин аб Оуайн, повелитель южного Поуиса (Поуис Венвинвин), попытался занять место Риса и в 1198 году с огромной армией осадил Пейнскасл, который занял Уильям де Браоз. Лливелин отправил отряд на помощь Гвенвинвину, но в августе на того напал юстициар Джеффри Фитцпитер и нанёс ему тяжёлое поражение. Неудача Гвенвинвина дала Лливелину возможность утвердиться в роли лидера всех валлийцев. В 1199 году он захватил важный замок в Молде (Флинтшир), и тогда он уже, видимо, пользовался титулом «повелитель всего Северного Уэльса» (лат. tocius norwalliae princeps). В действительности в то время Лливелина даже не владел всем Гвинедом, так как в 1199 году его двоюродный брат Грифид ап Кинан обещал королю Иоанну принести присягу за весь Гвинед.

## Начало правления

### Консолидация 1200—1209
В 1200 году скончался Грифид ап Кинан, и Лливелин стал единственным законным правителем Гвинеда. В 1201 году он конфисковал в свою пользу у Маредида ап Кинана Эйвионид и Ллин, обвинив того в предательстве. В июле того же года Лливелин заключил договор с английским королём Иоанном. Это самое раннее из сохранившихся письменных соглашений английских королей и валлийских принцев. По его условиям Лливелин должен был поклясться Иоанну в верности и принести оммаж, в обмен на что Иоанн признавал право Лливелина на все завоёванные им территории и разрешил использовать валлийские законы при разрешении земельных споров во владениях Лливелина.
Лливелин впервые вышел за границы Гвинеда в августе 1202 года, когда он собрал армию для нападения на Гвенвинвина ап Оуайна, князя Поуиса, который теперь был главным его соперником в Уэльсе. Однако в конфликт вмешалось духовенство, и вторжение было отменено. Элисе ап Мадог, повелитель Пенллина, отказался прислать отряд в войско Лливелина, за что тот лишил его почти всех земель.
Лливелин укрепил своё положение в 1205 году, женившись на Джоан, незаконнорождённой дочери короля Иоанна. До этого он переписывался с папой римским Иннокентием III, испрашивая разрешения жениться на вдове своего дяди Родри, дочери Рагнальда, короля острова Мэн. Однако от этого плана он отказался, когда поступило более выгодное предложение жениться на Джоан.
В 1208 году Гвенвинвин поссорился с королём Иоанном, который в октябре призвал его в Шрусбери, арестовал и лишил земель. Лливелин воспользовался этой возможностью и присоединил южный Поуис и северный Кередигион, а также заново отстроил замок в Аберистуите. Летом 1209 года он сопровождал Иоанна в экспедиции против Вильгельма I, короля Шотландии.

### Неудачи и возвращение потерянного (1210—1217)
В 1210 году отношения Иоанна и Лливелина испортились. По мнению Дж. Э. Ллойда, это было связано с тем, что Лливелин заключил союз с Уильямом де Браозом, 4-м лордом Брамбера, который выступил против Иоанна и был лишён своих земель. Пока Иоанн руководил экспедицией против де Браоза и его союзников в Ирландии, армия под руководством Ранульфа, графа Честерского и Питера де Роша, епископа Винчестера, вторглась в Гвинед. Лливелин разрушил собственный замок в Дегануи и отступил на запад за Конуи. Граф Честерский заново отстроил замок, а Лливелин в отместку разорил его земли. Иоанн отправил в Уэльс войска, чтобы восстановить Гвенвинвина на троне южного Поуиса. В 1211 году он вторгся в Гвинед с помощью почти всех прочих валлийских правителей, намереваясь, согласно Brut y Tywysogion («Хронике принцев»), «разорить Лливелина и полностью уничтожить». Первое нападение было отражено, но в августе Джон собрал большее войско, пересёк Конуи и прошёл через Сноудонию. Один из отрядов королевской армии сжёг Бангор и захватил в плен тамошнего епископа. Лливелину пришлось искать мир. Королевский совет отправил на переговоры с Иоанном Джоан, его дочь. Ей удалось убедить отца не лишать Лливелина всех земель, но тому пришлось отдать все свои владения к востоку от Конуи, выплатить большую контрибуцию скотом и лошадьми, а также выдать Иоанну заложников, включая незаконнорождённого сына Грифида. Кроме того, ему пришлось согласиться на то, что в случае его смерти без наследника от Джоан все его земли отойдут королю.
Это была самая большая неудача в правление Лливелина, но он быстро восстановил свои позиции. Те валлийские правители, которые раньше поддерживали Иоанна против Лливелина, быстро разочаровались и перебежали на сторону Гвинеда. Лливелин заключил союз с Гвенвинвином Поуисским и с двумя сильнейшими правителями Дехейбарта, Майлгуном ап Рисом и Рисом Григом, и восстал против Иоанна. Их поддерживал папа Иннокентий III, который уже несколько лет находился с Иоанном в состоянии конфликта и наложил на его королевство интердикт. Папа освободил Лливелина, Гвенвинвина и Майлгуна от всех клятв верности Иоанну и снял интердикт с земель, находившихся под их властью. За два месяца в 1212 году Лливелин вернул себе весь Гвинед за исключением замков Дегануи и Ридлан.

Уэльс около 1217 года, в расцвет могущества Лливелина
Земли Лливелина ап Иорверта
Земли вассалов Лливелина
Земли англо-норманских лордов

Иоанн планировал вновь вторгнуться в Гвинед в августе 1212 года. Согласно одному свидетельству, он как раз начинал казнь валлийских заложников, когда получил письма от своей дочери Джоан, жены Лливелина, и шотландского короля Вильгельма I, которые предупреждали его, что сразу после вторжений в Уэльс английские бароны немедленно убили бы его или захватили и передали врагам. Планы вторжения были отложены, что и позволило Лливелину в следующем году захватить Дегануи и Ридлан. Лливелин заключил союз с французским королём Филиппом II Августом, а затем присоединился к мятежным баронам, без боя взявшим Шрусбери в 1215 году. Когда Иоанн подписал Великую хартию вольностей, туда были включены некоторые пункты, крайне выгодные Лливелину: в частности, был отпущен его сын Грифид, находившийся в заложниках с 1211 года. В том же году Эднивед Вихан был назначен сенешалем Гвинеда: он стал ближайшим советником Лливелина до конца его жизни.
К этому времени Лливелин окончательно утвердился как лидер независимых валлийских правителей. В декабре 1215 года он отправился в поход во главе армии, поддержанной всеми мелкими валлийскими принцами, и захватил замки Кидвелли, Лланстефан, Кардиган и Килгерран. Ещё один признак его растущей власти — он смог настоять на том, чтобы на две вакантных епископских кафедры были назначены валлийцы: Иорверт в Сент-Дейвидсе и Кадуган из Лландивай в Бангоре.
В 1216 году Лливелин провёл совет в Абердиви, чтобы рассудить земельные споры тех мелких правителей, которые подтвердили свою верность ему. По замечанию Беверли Смита, «с этих пор лидер стал правителем, а союзники — подданными». В том же году Гвенвинвин Поуисский вновь перебежал к врагам и стал союзником короля Иоанна. Лливелин призвал прочих принцев на войну и вновь вытеснил Гвенвинвина из южного Поуиса. Тот скончался в Англии, оставив лишь несовершеннолетнего наследника. В том же году умер и король Иоанн, и его наследник — король Генрих III — также был несовершеннолетним.
В 1217 году Реджинальд де Браоз, правитель Брекона и Абергавенни, союзник Лливелина и муж его дочери Гвладис Ди, перебежал на сторону английской короны. Лливелин вторгся в его владения, угрожая сначала Брекону, где горожане выдали ему заложников и выкупили их за сто марок, а затем отправился в Суонси, где Браоз встретил его и, сдав город без боя, подчинился. Оттуда Лливелин отправился на запад, в Хэйверфордуэст, где горожане передали ему заложников и предложили либо выкуп в тысячу марок, либо подчинение.

## Поздний период

### Вустерский договор и приграничные войны (1218—1229)
После смерти Иоанна Лливелин подписал в 1218 году Вустерский договор с новым английским королём Генрихом III. В договоре подтверждалось право Лливелина на все завоёванные им земли. С этого года и до самой своей смерти Лливелин был сильнейшим правителем в Уэльсе, хотя ему иногда приходилось сражаться с лордами Валлийской марки, в особенности с Маршаллами и Хьюбертом де Бургом (а иногда и с королём). Лливелин заключил династические браки с некоторыми знатными семьями Марки. Одна его дочь, Гвладис Ди, уже была выдана за Реджинальда де Браоза, правителя Брекона и Абергавенни, но Реджинальд был ненадёжным союзником, и Лливелин отдал другую дочь — Мараред — за его племянника, Джона де Браоза, правителя Гауэра. Верным союзником Лливелина оказался Ранульф, граф Честерский, чей племянник и наследник Джон Шотландец был женат на дочери Лливелина Элен. После смерти Реджинальда де Браоза Лливелин также заключил альянс с могущественной семьёй Мортимеров из Уигмора, когда Гвладис вышла замуж за Ральфа де Мортимера.
Лливелин тщательно старался не вступать в лишние конфликты с короной или лордами Марки: например, в 1220 году он заставил Риса Грига вернуть бывшим владельцам четыре коммота (уровень административного деления в средневековом Уэльсе, примерно треть кантрева), захваченных у норманских лордов. Он построил несколько замков для обороны своих границ; большинство были предположительно возведены между 1220 и 1230 годами. Это были первые достаточно мощные каменные укрепления в Уэльса: среди лучших примеров — замки Криккиэт, Дегануи, Долбадарн, Долвиделан и Кастелл-и-Бере. Кроме того, Лливелин, видимо, поощрял развитие поселений городского типа в Гвинеде, надеясь, что это способствует развитию торговли и ремёсел.
В 1220 году разразилась война между Лливелином и Уильямом Маршаллом, графом Пембрукским. Лливелин разрушил замки в Нарберте и Уистоне, сжёг Хэйверфордуэст и стал угрожать замку Пембрук, однако согласился отвести войска в обмен на выкуп в 100 фунтов стерлингов. В начале 1223 Лливелин пересёк восточную границу и вошёл в Шропшир, где захватил замки Киннерли и Уиттингтон. Маршаллы воспользовались этим и в апреле высадились на юго-западе, возле Сент-Дейвидса, с армией, собранной в Ирландии. Они без сопротивления взяли Кардиган и Кармартен. Эта кампания была поддержана королевскими войсками, захватившими Монтгомери в Поуисе. В октябре в Монтгомери был подписан договор, по которыми Маршаллы вернули союзникам Лливелина захваченные ими земли, а Лливелин отказался от своих завоеваний в Шропшире.
В 1228 году Лливелин выступил против Хьюберта де Бурга, который был юстициаром Англии и Ирландии, то есть одним из самых могущественных людей королевства. Хьюберту король поручил лордство и замок Монтгомери, и тот начал совершать набеги на земли Лливелина. Генрих собрал армию на подмогу Хьюберту, который начал строить ещё один замок, в коммоте Кери. Однако в октябре королевской армии пришлось отступить, а наполовину построенный замок был разрушен. В обмен Лливелин выплатил две тысячи фунтов стерлингов — полученные им как выкуп у захваченного в плен Уильяма де Браоза.

### Проблемы в браке (1230)
Попав к Лливелину в плен, Уильям де Браоз решил стать союзником Лливелина, и их альянс был закреплён свадьбой его дочери Изабеллы и наследника Гвинеда, Давида ап Лливелина. На Пасху 1230 года де Браоз приехал ко двору Лливелина в Гарт-Келин. Во время этого визита его нашли в спальне Лливелина вместе с женой валлийского правителя Джоан. 2 мая его повесили (особенно унизительная смерть для дворянина) на болоте, известном сейчас как Gwern y Grog, Болото повешения. Джоан на год была помещена под замок. В «Хронике принцев» сохранилась запись:

… в том году Уильям де Бреос младший, правитель Брихейниога, был повешен лордом Лливелином в Гвинеде, после того как он был пойман в спальне Лливелина с дочерью английского короля, женой Лливелина.

Вскоре после казни Лливелин отправил письмо жене Уильяма, Еве де Браоз, интересуясь, хотела ли она брака Изабеллы и Давида. Свадьба всё же состоялась, а в следующем году Джоан была прощена.
До 1230 года Лливелин использовал титул princeps Norwalliæ «правитель Северного Уэльса», но затем он стал называться себя «правителем Аберфрау и лордом Сноудона», вероятно, чтобы подчеркнуть своё превосходство над другими валлийскими правителями. Формально Лливелин не называл себя принцем Уэльским, хотя, как замечает Дж. Э. Ллойд, Лливелин «он обладал немалой частью того могущества, которое мог подразумевать такой титул».

### Последние кампании и мир в Миддле (1231—1240)
В 1231 году вновь начались военные действия. Лливелина беспокоил рост влияние Хьюберта де Бурга. Гарнизон Монтгомери захватил несколько валлийцев и казнил их, и Лливелин начал карательную операцию, в ходе которой сжёг Монтгомери, Раднор, Хэй-он-Уай и Брекон, а завтем, повернув на западе, захватил замки в Ните, Кидвелли и Кардигане. Король Генрих вторгся в Уэльс и построил замок Пейнскасл, но не смог проникнуть вглубь страны.
В 1232 году продолжились переговоры. Хьюберт был переведён из Монтгомери, а затем брошен в тюрьму. Его полномочия, включая контроль над несколькими замками в Южном Уэльсе, перешли Питеру де Риво. В 1231 году скончался Уильям Маршал, и графом Пембрукским стал его брат Ричард. В 1233 году Маршалл пошёл войной на де Риво, которого поддерживал король. Лливелин примкнул к Ричарду Маршаллу, и в январе 1234 года их войска захватили Шрусбери. Ричарда убили в апреле в Ирландии, но король согласился на мир с восставшими. Мирный договор, подписанный в Миддле 21 июня, предусматривал двухлетнее перемирие; Лливелину было дозволено оставить за собой Кардиган и Билт. Это перемирие продлевалось каждый год до смерти правителя Гвинеда.

## Смерть и итоги правления

### Споры о престолонаследии
В последние годы жизни Лливелин потратил много сил на то, чтобы посадить после себя на гвинедский трон своего единственного законнорождённого сына Давида. Грифид, старший, но незаконнорождённый сын Лливелина, был исключён из порядка престолонаследия. Это было нарушением валлийских обычаев — не потому, что предполагалось бы разделение королевства между сыновьями, а потому, что Грифид не рассматривался как кандидат на престол из-за того, что был незаконнорождённым. Это противоречило валлийским законам, согласно которым незаконнорождённый сын, признанный своим отцом, имел равные права с детьми, рождёнными в браке.

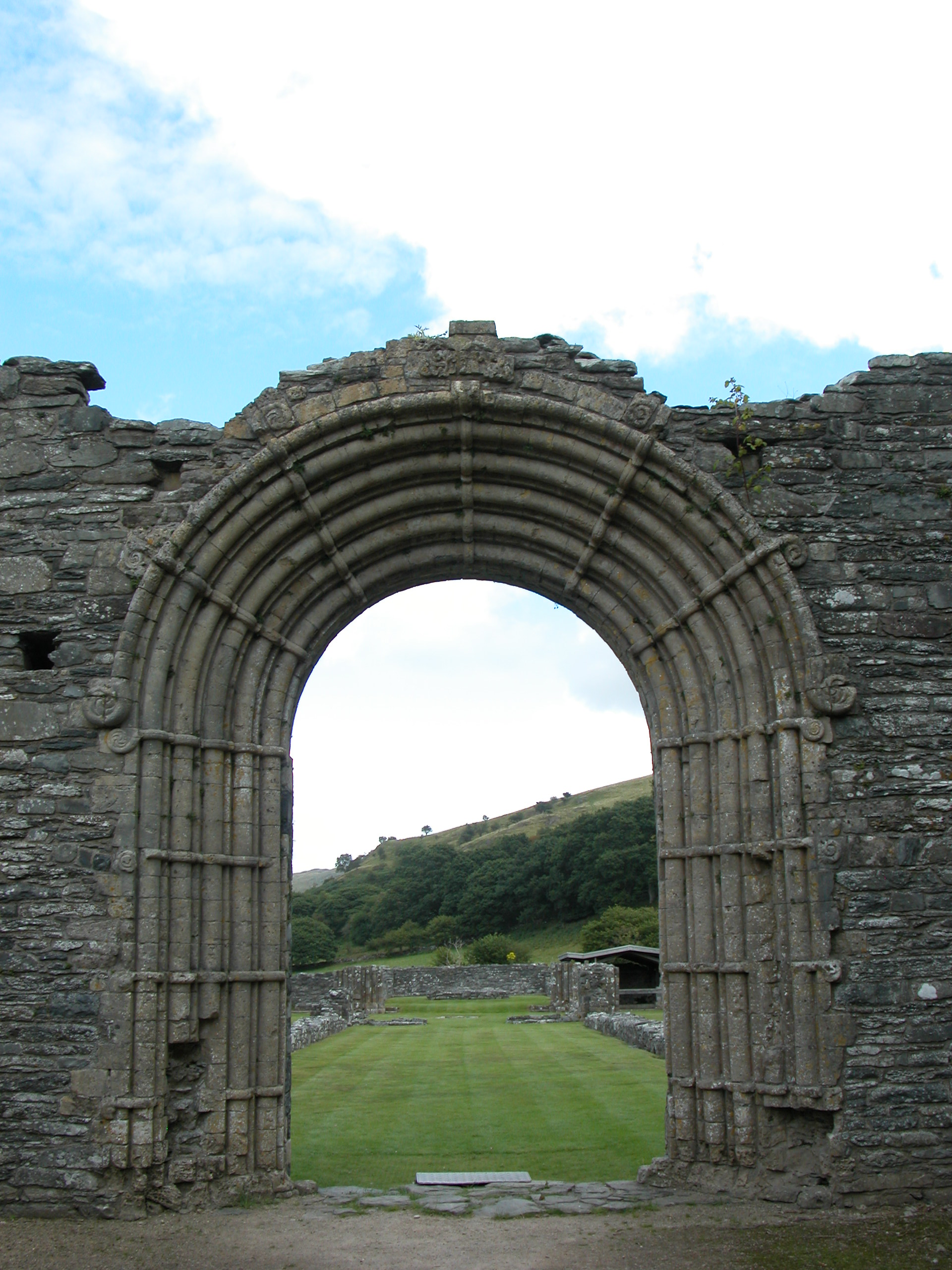
Развалины аббатства Страта Флорида (Истрад-Флир), где прошёл совет 1238 года.

В 1220 году Лливелин добился от английских регентов, чтобы они признали Давида его наследником. В 1222 году он отправил письмо папе Гонорию III, в котором просил подтвердить права Давида. Само послание Лливелина не сохранилось, но в ответе папы говорится об «отвратительном обычае… в его стране, по которому сын служанки был таким же наследником, как сын свободной женщины, и незаконные сыновья получали наследство, словно законные». Папа приветствовал отмену этого обычая Лливелином. В 1226 году папа поддался уговорам Лливелина и объявил его жену, Джоан, законной дочерью Иоанна Безземельного, что лишь укрепило положение Давида. В 1229 году английская корона приняла оммаж Давида как будущего наследника земель Лливелина. В 1238 году Лливелин собрал совет в монастыре Страта Флорида, где прочие валлийские принцы поклялись ему в верности. Первоначально Лливелин предполагал потребовать от них этой клятвы в отношении Давида, но английский король запретил им её приносить.
Грифид получил апанаж в Мейриониде и Ардидуи, но его правление было слишком жестоким, и в 1221 году Лливелин лишил его этих земель. В 1228 году Грифид и вовсе был брошен в тюрьму, где находился до 1234 года. После освобождения он получил в управление часть полуострова Ллин и, видимо, справлялся с ней лучше, так как у 1238 году получил весь Ллин и часть Поуиса.

### Смерть и передача власти
Джоан скончалась в 1237 году, и тогда же, вероятно, Лливелина разбил паралич. С этого времени наследник Лливелина Давид играл всё большую роль в управлении страной. Давид лишил всех земель своего брата Грифида, а затем захватил его и его сына Оуайна и заключил в замок Криккиэт. Под 1240 годом в «Хронике принцев» появляется следующая запись:
…властитель Лливелин ап Иорверт ап Оуайн Гвинед, принц Уэльский, второй Ахилл, скончался, приняв монашеское облачение, в Аберконуи, и был с почестями похоронен

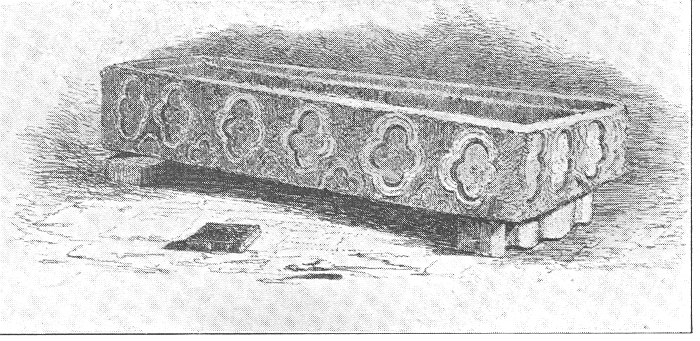
Каменный гроб с телом Лливелина, сейчас находится в приходской церкви Лланруста.

Лливелин умер в цистерцианском монастыре в Аберконуи, который он сам и основал. Там он и был похоронен. Монастырь позже переехал в Майнан, в окрестностях Лланруста, и сейчас каменный гроб с телом Лливелина находится в церкви этого небольшого города.
Трон Гвинеда от Лливелина унаследовал Давид, но король Генрих не хотел, чтобы к нему перешла и влиятельность отца в Уэльсе. Давид был вынужден подписать договор, резко ограничивавший его власть; кроме того, он должен был передать королю своего брата Грифида, которого Генрих теперь мог использоваться в своих целях. Грифид погиб в 1244 году, пытаясь бежать из Лондонского Тауэра, однако Давид и сам вскоре скончался (в 1246 году), не оставив наследников. Трон в конце концов занял его племянник, сын Грифида, оставшийся в истории как Лливелин Последний.

### Оценка деятельности
Лливелин доминировал в Уэльсе на протяжении более чем сорока лет, и стал одним из всего двух валлийских правителей, удостоенных прозвища «Великий» (другим был его предок Родри ап Мервин). Первым Лливелина так назвал, насколько сейчас известно, живший с ним почти в одно время английский хронист Матвей Парижский
Джон Эдвард Ллойд дал Лливелину следующую оценку:

Среди тех правителей, что сражались против англо-норманской власти, он всегда будет занимать высокое, если не высочайшее место, поскольку никто лучше или более разумно не использовал силы валлийского народа для достижения истинно национальных целей. Его патриотическая политика навечно дала ему право называться Лливелином Великим.

Дэвид Мур придерживается другого мнения:

Когда Лливелин умер в 1240 году, его principatus (власть) в Уэльсе стоял на шатком основании. Хотя он полностью доминировал в Уэльсе, добился небывалых ранее подчинений и поднял статус правителя Гвинеда на невиданные высоты, три главных его цели — постоянная гегемония, её признание со стороны короля и передача всей власти своему наследнику — так и не были достигнуты. Его превосходство, подобно превосходству Грифида ап Лливелина, было исключительно личным, и не существовало никаких институтов, обеспечивших его, ни во время жизни Лливелина, ни после его смерти

### Дети
Не до конца известно, от кого рождались некоторые дети Лливелина. Его пережили девять детей, из них двое законных, один возможно законный и шесть незаконных. Элен верх Лливелин (ок. 1207—1253), его единственная, несомненно, законнорождённая дочь, вначале вышла замуж за Джона Шотландского, графа Честерского. Детей у них не было, и после смерти Джона Элен вышла за Роберта де Квинси, брата Роджера де Квинси. Единственный законный сын Лливелина Давид (ок. 1208—1246) женился на Изабелле де Браоз, дочери Уильяма де Браоза, властителя Абергавенни. Уильям был сыном Реджинальда де Браоза, женившегося на ещё одной из дочерей Лливелина. У Давида и Изабеллы родилась дочь Хелен (1246—1295), но не было наследника мужского пола.
Ещё одна дочь Лливелина, Гвладис Ди (ок. 1206—1251) была, вероятно, законнорождённой. По сообщению Адама из Аска, она была дочерью Лливелина и Джоан, хотя другие источники утверждают, будто её матерью была любовница Лливелина Тангуистл Гох (Рыжая). Вначале она вышла замуж за Реджинальда де Браоза из Брекона, но у них не было детей. После смерти Реджинальда её мужем стал Ральф де Мортимер из Вигмора, которому она родила нескольких сыновей.
Известно или предполагается, что матерью большинства незаконнорождённых детей Лливелина была его любовница Тангуистл Гох (ок. 1168—1198). Гриффид (ок .1196—1244) был старшим сыном Лливелина, и его матерью была Тангуистл. Он женился на Сенене, дочери Карадока ап Томаса с Англси. Среди их четырёх детей были Лливелин ап Грифид, некоторое время игравший в Уэльсе роль, сравнимую с ролью своего деда, и Давид ап Грифид, краткое время правивший Гвинедом после гибели брата. У Лливелина Великого был и ещё один сын, Тегваред, о матери которого известно только её имя — Кристен.
Мараред верх Лливелин (ок. 1198 — после 1263) вышла замуж за Джона де Браоза с Гауэра, племянника Реджинальда де Браоза, а после его смерти — за Уолтера Клиффорда, правителя Бронллиса и Клиффорда. Другие незаконнорождённые дочери Лливелина: Гвенллиан (замуж за Уильямом де Лэйси) и Анхарад (замужем за Майлгуном Виханом). В 1228 году среди заложников в Англию была отправлена Сусанна, дочь Лливелина, но больше о ней ничего не известно.

## Лливелин в культуре
Сохранились несколько стихотворений, адресованных Лливелину. Авторами их были такие поэты, как Кинделу Бридид Маур, Давид Бенврас и Лливарх ап Лливелин (более известный как Придид-и-Мох).
Тема правления Лливелина часто встречается в современной валлийской литературе, например у Сондерса Льюиса (пьеса «Джоан» (Siwan)) и Томаса Парри («Лливелин Великий»). Существуют и исторические романы, повествующие об этом времени.
История верного гончего пса Гелерта, которого Лливелин якобы убил по ошибке, считается вымышленной, хотя «могила Гелерта» — популярная достопримечательность деревни Бедгелерт (полагают, что вся эта история была придумана кабатчиком в XVIII веке, чтобы привлечь посетителей)
Кроме того, Лливелин Великий — один из персонажей компьютерной игры Medieval: Total War.

### Вторичные источники
- Bartrum, P.C. 1966. Early Welsh genealogical tracts. University of Wales Press.
- Carr, A. D. 1995. Medieval Wales. Macmillan. ISBN 0-333-54773-X
- Davies, R. R. 1987. Conquest, coexistence and change: Wales 1063—1415 Clarendon Press, University of Wales Press. ISBN 0-19-821732-3
- Lloyd, J. E. 1911. A history of Wales from the earliest times to the Edwardian conquest. Longmans, Green & Co..
- Lynch, F. 1995. Gwynedd (серия A guide to ancient and historic Wales). HMSO. ISBN 0-11-701574-1
- Maund, K. 2006. The Welsh kings: warriors, warlords and princes. Tempus. ISBN 0-7524-2973-6
- Moore, D. 2005. The Welsh wars of independence: c.410-c.1415. Tempus. ISBN 0-7524-3321-0
- Powicke, M. 1953. The thirteenth century 1216—1307 (The Oxford History of England). Clarendon Press.
- Stephenson, D. 1984. The governance of Gwynedd. University of Wales Press. ISBN 0-7083-0850-3
- Williams, G. A. 1964. The succession to Gwynedd, 1238—1247 // Bulletin of the Board of Celtic Studies XX (1962-64) 393—413